# Resubelpara
Resubelpara è una suddivisione dell'India, classificata come municipal board, di 17.652 abitanti, situata nel distretto dei Monti Garo Orientali, nello stato federato del Meghalaya. In base al numero di abitanti la città rientra nella classe IV (da 10.000 a 19.999 persone).

## Geografia fisica
La città è situata a 25° 53' 51 N e 90° 36' 31 E.

## Società

### Evoluzione demografica
Al censimento del 2001 la popolazione di Resubelpara assommava a 17.652 persone, delle quali 8.950 maschi e 8.702 femmine. I bambini di età inferiore o uguale ai sei anni assommavano a 3.030, dei quali 1.580 maschi e 1.450 femmine. Infine, coloro che erano in grado di saper almeno leggere e scrivere erano 11.972, dei quali 6.207 maschi e 5.765 femmine.